# حمادة (الشرقية)
قرية حمادة هي إحدى القرى التابعة لمركز أولاد صقر في محافظة الشرقية في جمهورية مصر العربية. حسب إحصاءات سنة 2006، بلغ إجمالي السكان في حمادة 4660 نسمة، منهم 2452 رجل و2208 امرأة.